# Црна књига комунизма
Црна књига комунизма: Злочини, терор, репресија (фр. Le Livre noir du communisme: Crimes, terreur, répression) је књига међународне групе историчара на челу са Стефаном Куртисом у којој се детаљно приказује терор, репресија и масовна убиства (укључујући геноцид), које су починили комунистички режими у 20. веку.
Књига је оригинално објављена у Француској, да би потом била обљављена широм Европе и света. Главна теза аутора је да је комунизам по својој природи тоталитарна идеологија, а да је у својој пракси значајно надмашио фашизам и нацизам по размерама злочина и броју жртава. Књига је изазвала велику пажњу и различите реакције, од одушевљења и прихватања као коначни суд о комунизму, до жестоког оспоравања и тврдњи да представља ништа друго до антикомунистички памфлет. Често се наводи како је Резолуција Савета Европе 1481/2006 била темељена управо на наводима Црне књиге комунизма. Преведена је на многе језике, али не и на српски.

## Број жртава комунизма, према Црној књизи комунизма
Црна књига наводи следеће процене о броју људи убијених од стране комунистичких режима у наведеним земљама (Африка и источна Европа су наведене збирно):
- Кина: 65 милиона
- Совјетски Савез: 20 милиона
- Африка: 1,7 милиона
- Авганистан: 1.500.000
- Северна Кореја: 2 милиона
- Камбоџа: 2 милиона
- Источна Европа: милион
- Вијетнам: милион
- Латинска Америка: 150.000

У књизи је споменута Источна Европа под совјетским утицајем без Титове Југославије, у којој је био такођер велики број цивилних жртава, нарочито по завршетку рата. Процене се крећу од 300.000 до милион.